# Arte autodestructivo
Arte autodestructivo es un término inventado por el artista Gustav Metzger a principios de la década de 1960 y puesto en circulación en su artículo «Machine, auto-creative and auto-destructive art» (‘Máquina, arte autocreativo y autodestructivo’) en el número de verano de 1962 del periódico Ark. 
En 1966, Gustav Metzger, Al Hansen y Wolf Vostell participaron en el Destruction In art Symposium (DIAS), en Londres. Un evento similar fue desarrollado por otros en Nueva York en 1968. El simposio fue acompañado de demostraciones públicas de arte autodestructivo, incluyendo el incendio de las Skoob Towers, por John Latham; estas eran torres de libros (skoob es books invertido, ‘libros’ en inglés), y la intención de Latham era mostrar directamente su visión sobre la cultura occidental.

En 1960, el artista suizo Jean Tinguely creó las primeras de sus esculturas vinculadas a esta corriente: Hommage a New York.